# Joseph Vincent Sullivan
Joseph Vincent Sullivan (* 15. August 1919 in Kansas City, Missouri; † 4. September 1982 in Baton Rouge, Louisiana) war ein US-amerikanischer römisch-katholischer Geistlicher. Sullivan war Bischof des Bistums Baton Rouge.

## Leben
Joseph Sullivan, Sohn von John und Anastasia Sullivan, absolvierte katholische Pflichtschulen und begann seine theologische Ausbildung in Missouri. Als junger Mann ging er nach Washington, D.C., wo er an der Katholischen Universität fürs Priesteramt studierte. In der amerikanischen Bundeshauptstadt empfing Sullivan am 1. Juni 1946 das Sakrament der Priesterweihe. 1949 erhielt er an der Katholischen Universität den Doktortitel der Theologie.
Sullivan war zunächst Kaplan im Bistum Kansas City-Saint Joseph, wo er von 1951 bis 1957 als Superintendent für die katholischen Schulen des Bistums Verantwortung trug. Danach stieg er zum Kanzler des Bistums auf, ein Amt, welches er zehn Jahre lang, bis 1967, innehatte.
Am 4. März 1967 wurde Sullivan von Papst Paul VI. zum Weihbischof von Kansas City-Saint Joseph sowie zum Titularbischof von Thagamuta ernannt. Die Bischofsweihe spendeten ihm am 3. April 1967 Bischof Charles Herman Helmsing und die Mitkonsekratoren, Kardinal John Cody und Bischof Joseph Mary Marling. Neben seinen Tätigkeiten als Weihbischof fungierte Sullivan auch als Generalvikar.
Nachdem Robert Emmet Tracy im März 1974 von seinem Amt als Bischof von Baton Rouge zurückgetreten war, übernahm Sullivan am 8. August 1974 das nun vakant gewordene Bistum. Sullivan zählte zu einem erzkonservativen Bischof, der sich stark für die Lebensrechtsbewegung, gegen Abtreibung und Sterbehilfe starkmachte. Auch untersagte er im Februar 1979 Charles Curran, einem Moraltheologen seiner Zeit, der sich unter anderem für die Rechte von Schwulen und Lesben starkmachte, am Campus der Louisiana State University aufzutreten.
Sullivan war nur acht Jahre lang Bischof. Er starb im September 1982, im Alter von erst 63 Jahren.

## Vorwürfe
Sullivan wurde nach seinem Tod immer wieder mit dem Vorwurf des sexuellen Missbrauchs von Jungen konfrontiert. 2004 konnte ein bereits Erwachsener glaubhaft versichern, als damals 17-jähriger 1975 von Bischof Sullivan missbraucht worden zu sein. Als damalige Konsequenz erhielt eine High School, welche nach Sullivan benannt worden war, einen neuen Namen.
2007 erfolgte der nächste, schwerer wiegende Vorfall. Der Texaner Glenn Hymel beschuldigte Sullivan, ihn zwischen 1978 und 1982 als damaligen Schüler einer Schule in Baton Rouge, an welcher Bischof Sullivan unterrichtete, mehrmals sexuell missbraucht zu haben. Die Anklage, eingebracht in Nueces County, beschuldigte die Bistümer Baton Rouge und Corpus Christi, nichts für den Schutz des Jungen unternommen zu haben. Der Prozess, der sich über zwei Jahre erstreckte, endete 2009. Das Bistum Baton Rouge zahlte eine Summe in der Höhe von 225.000 Dollar an das Opfer.